# Coleophora schirazella
Coleophora schirazella é uma espécie de mariposa do gênero Coleophora pertencente à família Coleophoridae.